# 池田太
池田 太（いけだ ふとし、1970年10月4日 - ）は、東京都小金井市出身の元プロサッカー選手、現サッカー指導者。ポジションはDF。JFA 公認S級コーチ。

## 経歴
武南高校時代からセンターバックを務め、3年次の1988年には川合孝治、石川康らと共に高校総体ベスト4進出、高校サッカー選手権ベスト8進出に貢献し大会優秀選手に選出された。
1989年に川合と共に関東大学リーグ2部の青山学院大学へ進学。1年次からレギュラーを務め1部昇格に貢献。バルセロナ五輪代表候補にも選出された。
1993年にJリーグ開幕の年に浦和レッズへ入団。連敗が続き守備の建て直しが図られた事情から1stステージから出場機会を掴み、主に左サイドバックを担当した。1994年にはサンフレッチェ広島から田口禎則、柏レイソルから曹貴裁が加入しポジション争いが激しくなったが、セカンドステージではレギュラーの座を獲得。曹やドイツ代表のギド・ブッフバルトらと共に守備陣支え、1994年シーズンのレッズで最も成長した選手との評価を得た。
1996年限りで現役を引退。引退後は指導者の道へ進み、翌1997年からは浦和のユースチームのコーチ、2002年から2008年までは浦和のトップチームのコーチを務めた。2009年からは浦和レッズハートフルクラブのコーチを務めている。
2012年シーズンよりアビスパ福岡のトップチームのヘッドコーチに就任した。10月29日、成績不振による前田浩二監督の解任に伴い、監督代行に就任。11月4日の京都サンガF.C.戦と11月11日のガイナーレ鳥取戦の指揮を執る。
2017年からは2018 FIFA U-20女子ワールドカップ出場を目指すU-19サッカー日本女子代表監督に就任。同年のAFC U-19女子選手権2017にて優勝に導く。2018 FIFA U-20女子ワールドカップ初優勝に導く。同年のAFCアニュアルアワードでAFC会長特別賞を受賞。
2021年10月より女子日本代表監督に就任。2023 FIFA女子ワールドカップではベスト8、2024年パリオリンピックもベスト8に導く。2024年8月21日付で契約満了に伴い退任。
2025年1月8日、タイ女子代表監督に就任。

## 所属クラブ
- 小金井市立小金井第四小学校
- 小金井市立南中学校
- 武南高校
- 青山学院大学
- 1993年 - 1996年 浦和レッズ

## 個人成績
1996年シーズン終了時の成績
| 国内大会個人成績 | 国内大会個人成績 | 国内大会個人成績 | 国内大会個人成績 | 国内大会個人成績 | 国内大会個人成績 | 国内大会個人成績 | 国内大会個人成績 | 国内大会個人成績 | 国内大会個人成績 | 国内大会個人成績 | 国内大会個人成績 |
| 年度             | クラブ           | 背番号           | リーグ           | リーグ戦         | リーグ戦         | リーグ杯         | リーグ杯         | オープン杯       | オープン杯       | 期間通算         | 期間通算         |
| 年度             | クラブ           | 背番号           | リーグ           | 出場             | 得点             | 出場             | 得点             | 出場             | 得点             | 出場             | 得点             |
| 日本             | 日本             | 日本             | 日本             | リーグ戦         | リーグ戦         | リーグ杯         | リーグ杯         | 天皇杯           | 天皇杯           | 期間通算         | 期間通算         |
| ---------------- | ---------------- | ---------------- | ---------------- | ---------------- | ---------------- | ---------------- | ---------------- | ---------------- | ---------------- | ---------------- | ---------------- |
| 1993             | 浦和             | -                | J                | 18               | 1                | 5                | 0                | 0                | 0                | 23               | 1                |
| 1994             | 浦和             | -                | J                | 27               | 0                | 2                | 0                | 1                | 0                | 30               | 0                |
| 1995             | 浦和             | -                | J                | 8                | 0                | -                | -                | 0                | 0                | 8                | 0                |
| 1996             | 浦和             | -                | J                | 0                | 0                | 0                | 0                | 0                | 0                | 0                | 0                |
| 通算             | 日本             | 日本             | J                | 53               | 1                | 7                | 0                | 1                | 0                | 61               | 1                |
| 総通算           | 総通算           | 総通算           | 総通算           | 53               | 1                | 7                | 0                | 1                | 0                | 61               | 1                |

## 指導歴
- 1997年 - 2011年 浦和レッズ
  - 1997年 - 1999年 ユース コーチ
  - 2000年 ユース 監督
  - 2001年 ユース コーチ
  - 2002年 - 2008年 トップチーム コーチ
  - 2009年 - 2011年 ハートフルクラブ コーチ
- 2012年 - 2016年 アビスパ福岡
  - 2012年 - 2014年 トップチーム ヘッドコーチ
  - 2012年10月 - 12月 トップチーム 監督代行
  - 2015年[13] - 2016年 トップチーム コーチ
- 2017年 - 2022年 U-19/U-20日本女子代表監督[4] 兼 U-17日本女子代表監督代行
- 2021年10月[7] - 2024年8月[14] 日本女子代表監督
- 2025年1月[11] - タイ女子代表監督

## 表彰
- 2018年 AFC会長特別賞